# Chiesa di San Lorenzo (Villafranca in Lunigiana)
La chiesa di San Lorenzo è un edificio sacro che si trova in località Gragnana a Malgrate, nel comune di Villafranca in Lunigiana.
È una piccola chiesa romanica, in bozze bianche di calcare, con un portale d'arenaria e un piccolissimo campanile aguzzo.